# Verflucht bis zum jüngsten Tag
Verflucht bis zum jüngsten Tag (engl.: The Molly Maguires) ist ein Film mit Sean Connery und Richard Harris aus dem Jahr 1970, der auf einer Novelle von Arthur H. Lewis basiert. Regie führte Martin Ritt. Der Film beruht zum Teil auf historischen Gegebenheiten.

## Handlung
Der Film spielt im 19. Jahrhundert im Nordosten von Pennsylvania. Er erzählt die Geschichte eines Undercover-Agenten, der in eine Kohlenbergbaugemeinde geschickt wird, um den Geheimbund der Molly Maguires auszuspionieren. Diese versuchen, von Jack Kehoe angeführt, durch Sprengungen Stollen und Gerätschaften der Mineneigner zu zerstören. Der Pinkerton-Detektiv James McParlan wird als Minenarbeiter eingestellt und infiltriert die Gruppe.
Kehoe und McParlan sind beide irische Immigranten und freunden sich an. McParlan aber verrät die Gruppe und Kehoe wird zur Todesstrafe verurteilt.

## Kritik
Das Lexikon des internationalen Films schrieb:

„1876 gelingt es der Polizei, einen Spitzel in eine Geheimorganisation in Pennsylvania einzuschleusen, die um bessere Arbeitsbedingungen für irische Bergleute kämpft. Trotz Kenntnis ihrer Situation und Verständnis für ihre Lage verrät er die Kameraden. Packend inszeniertes Drama um Recht und Unrecht, Schuld und Sühne, episch breit, aber mit einigen recht harten Szenen inszeniert. Der Film ist zwar mehr an der spannenden kriminalistischen Handlung als seinen kritischen Möglichkeiten interessiert, vermittelt aber dennoch einiges vom sozialen Hintergrund.“

Der Evangelische Film-Beobachter zog folgendes Fazit: 

„Dichte Atmosphäre, Darstellung und die von der Kamera eindringlich eingefangenen Bilder beeindrucken; unbefriedigend läßt der (authentische!) Ausgang des Films: Trotz der von ihm vermittelten Erkenntnisse um die berechtigte Empörung der unterdrückten Bergarbeiter läßt Regisseur Ritt wenig Hoffnung auf Abstellung der Mißstände.“

## Auszeichnungen
Der Film war 1971 für den Oscar in der Kategorie Bestes Szenenbild nominiert.